# Meniscocephalus costaricanus
Meniscocephalus costaricanus är en stekelart som först beskrevs av Trjapitzin 1982.  Meniscocephalus costaricanus ingår i släktet Meniscocephalus och familjen sköldlussteklar. Inga underarter finns listade i Catalogue of Life.